# Glochidion wrightii
Glochidion wrightii är en emblikaväxtart som beskrevs av George Bentham. Glochidion wrightii ingår i släktet Glochidion och familjen emblikaväxter. Inga underarter finns listade i Catalogue of Life.